# Ruud Seedorf
Rudy Jules August (Ruud) Seedorf (26 april 1945 - 16 april 2015) was een Surinaams zanger. Hij was een tienerster in Suriname en werd in Nederland bekend als een van de zangers van The Twinkle Stars.

## Biografie

### Tienerster
Ruudje Seedorf, zoals hij vaak genoemd werd, begon zijn muziekloopbaan op zijn veertiende. Zijn hoge stem uit die tijd wordt wel vergeleken met die van Michael Jackson uit diens beginjaren: iel, kwetsbaar, maar met een groot gevoel voor timing, show en repertoire.

### The Twinkle Stars
Hij slaagde cum laude voor de Algemene Middelbare School (AMS) en werkte twee jaar bij Suralco. Hierna vertrok hij naar Europa om een muziekcarrière op te bouwen. Hier zong tijdens de succesjaren van The Twinkle Stars, met Oscar Harris als eerste en hijzelf als tweede zanger en kende hits met Only a million en  What I can do.

### Andere muziekstijlen
Hij verliet de groep omdat hij zich meer op progressieve muziek wilde richtten, in tegenstelling tot de soulballads die hij tot dan toe had gezongen. Omdat hij het in Nederland niet naar zijn zin had, koos hij voor een voortzetting van zijn carrière in Engeland. Zijn vertrek was in of voor 1969 en hij werd opgevolgd door Billy Jones als tweede zanger.
Rond de Surinaamse onafhankelijkheid (1975) keerde hij terug naar zijn geboorteland. Hij had geleerd dat de internationale muziekwereld in die tijd het meest geïnteresseerd was in een origineel geluid en het lag daarom bij zijn terugkeer in zijn doel om een nieuw Surinaams geluid neer te zetten, die sterk genoeg zou zijn om de Jamaicaanse reggae af te troeven. Hij zag hierbij een belangrijke rol weggelegd voor blaasmuziek, die toen in de meeste tienermuziek ontbrak. Daar wilde hij een gidsende rol in spelen, waarbij hij aandacht wilde besteden aan vaker een zangeres op het podium. Hij was de mening toegedaan dat vrouwen een bevoorrechte positie hebben op het podium en daardoor minder verlegen dienden te zijn om te kiezen voor een zangcarrière. Op zijn plannen werd in 1975 enthousiast gereageerd binnen de artiestenwereld.

### Amsterdam-Suriname-Amsterdam
In 1990 vertrok hij opnieuw naar Amsterdam, om vervolgens in 2006 weer terug te keren naar Suriname. Rond 2015 werd hij ziek en trok hij in bij zijn lievelingszus Joyce in Amsterdam. Tien dagen voor zijn 70e verjaardag overleed hij. Tijdens de uitvaartceremonie werd Anak gedraaid. Dit was het laatste nummer dat hij voor zijn vertrek in 2006 naar Suriname met Glenn Gaddum had opgenomen. Het is een autobiografisch lied over zijn grote liefde voor zijn ouders en de donkere en eenzame tijden in zijn leven, de terugkeer naar sterkte en vervolgens naar zijn geliefd geboorteland.